# Rhodine antarctica
Rhodine antarctica är en ringmaskart som beskrevs av Gravier 1911. Rhodine antarctica ingår i släktet Rhodine och familjen Maldanidae. Inga underarter finns listade i Catalogue of Life.